# Šebkovický potok
Šebkovický potok je pravostranný přítok řeky Rokytné v okrese Třebíč v Kraji Vysočina. Délka toku činí 11,5 km. Plocha povodí měří 31,3 km².

## Průběh toku
Potok pramení v lesích severovýchodně od Bítovánek v nadmořské výšce okolo 635 m. Na horním toku teče převážně východním směrem zalesněným územím, kde přijímá řadu bezejmenných přítoků. V pramenné oblasti podtéká silnici II/410 spojující Želetavu a Římov. O něco níže po proudu vtéká do přírodní rezervace Blatná hráz. Na zhruba 9,0 říčním kilometru se postupně stáčí na jihovýchod a protéká další přírodní rezervací, která se rozprostírá podél okraje lesa, západně od Čáslavic. Na jihovýchodním okraji rezervace zadržuje vody potoka Nový rybník. Od hráze Nového rybníka pokračuje potok regulovaným korytem mezi poli na jihovýchod k Bolíkovicím, u nichž napájí rybníky Kolmoz a Bolíkovický rybník. Od Bolíkovického rybníka směřuje potok dále na jihovýchod k obci Šebkovice. Jižně od Loukovic, mezi čtvrtým a pátým říčním kilometrem, proudí při severním úpatí zalesněného svahu vrchu Tašky (582 m n. m.). Na dolním toku protéká upraveným korytem Šebkovicemi, od nichž pokračuje dále na jihovýchod. Zhruba sto metrů nad ústím přijímá zprava svůj největší přítok, který je nazýván V Herklích. Do Rokytné se Šebkovický potok vlévá na 74,8 říčním kilometru, severozápadně od Lesůněk, v nadmořské výšce 439 m.

### Větší přítoky
- V Herklích, zprava, ř. km 0,1

## Vodní režim
Průměrný průtok Šebkovického potoka u ústí činí 0,11 m³/s.